# Rüspe
Rüspe ist ein Weiler mit 25 Einwohnern im Osten der Gemeinde Kirchhundem im nordrhein-westfälischen Kreis Olpe.

## Geografie

### Lage
Rüspe gehört zum Süderbergland des Rheinischen Schiefergebirges, das auch als Südsauerland oder Olper Land bezeichnet wird. Im Zentrum des Rothaargebirges liegt es im Bilsteiner Bergland etwa 500 m westlich der Grenze des Kreises Olpe zum Kreis Siegen-Wittgenstein. Rüspe befindet sich im Tal des Meinscheidbaches, der nach dem Zusammenfluss mit dem Schwarzbach jenseits der Kreisgrenze Röspe heißt und zur Eder fließt. Damit ist es der einzige Ort des Kreises Olpe, der sich südlich des Rothaarkamms und auf der zur Weser gewandten Seite der Rhein-Weser-Wasserscheide befindet. Den Weiler umgebende Berge sind der Burgkopf (658,4 m) im Osten, die Darre (639,3 m) im Südosten, der Hermeskopf (611,4 m) im Süden, die Krumme Frau (603,1 m) im Westsüdwesten, der Westerberg (662,1 m) etwas entfernt im Nordwesten, der Stengenberg (706,8 m) im Nordnordwesten, die Hohe Hessel (743,6 m) im Norden und der Heiligenholz (657,6 m) im Nordosten.
Rüspe liegt im Naturpark Sauerland-Rothaargebirge. In der Nähe führt der überregionale Wanderweg Rothaarsteig vorbei. Nahe Rüspe liegen Teile des Naturschutzgebietes Schwarzbachsystem mit Haberg und Krenkelstal.

### Nachbarortschaften
Rüspe hat als Nachbarortschaften und Weiler: Wingeshausen im Osten, Röspe im Südosten, Zinse im Südsüdwesten, Heinsberg im Westsüdwesten, Albaum im Westen, Marmecke im Westnordwesten, Rinsecke und Rhein-Weser-Turm im Nordwesten und Kasimirstal im Norden.

## Geschichte
Ins Licht der Geschichte tritt der Weiler Rüspe 1312 mit der Erwähnung von Conrad de Rüspe im Soester Bürgerbuch. Daraus kann geschlossen werden, dass die Ansiedlung schon vorher bestand. Im Mannbuch der Herren von Bicken werden 1344 Conrad von Rüspe und sein Bruder Frederich erwähnt. Im Zeitraum zwischen 1353 und 1411 treten die Herren von Rüspe verschiedene Male als Zeugen und Siegler in Wittgensteiner Urkunden auf. Anfang des 15. Jahrhunderts verlegte das Geschlecht durch Einheirat seinen Wohnsitz auf Haus Brünninghausen bei Ohle erschien aber noch bis ins 17. Jahrhundert unter dem Namen „von Rüspe“ in Urkunden und Schriftverkehr. Reste der mittelalterlichen Burganlage der Herren von Rüspe sind heute als Bodendenkmal in die Denkmalliste der Gemeinde Kirchhundem eingetragen.
Der Rüsper Wald – das Rüspe umgebende Gebiet – war jahrhundertelang Streitobjekt zwischen dem Kölner Kurfürsten als Landesherrn des Herzogtums Westfalen auf der einen Seite und den Grafen von Wittgenstein-Berleburg auf der anderen Seite. Schon 1332 klagte Pastor Deytwin von Wingeshausen gegen den Ritter Degenhard von Hundem, seinen Bruder Godefrid und die Einwohner von Hundem, weil von Hundemer Seite aus Wälder, Wiesen und Felder östlich des Meinscheidbaches als Bilsteiner Lehen beansprucht worden waren. 1484 beanspruchte nach einer Karte des Wittgensteiners Conrad Jeger die Grafschaft Wittgenstein-Berleburg eine Grenzziehung zwischen beiden Territorien vom früheren Wildborn (jetzt Dreiherrnstein) durch das Faule Buchholz zum Hufeisenstein im Schwarzbachtal und weiter über die Krumme Frau und den heutigen Rhein-Weser-Turm bis zum Wildhöfer. Die westlich dieser Linie gelegenen Teile des Waldgebietes der Rüspe schrieb Jeger der Familie von Rüspe zu. Die Einwohner von Heinsberg zogen 1562 die Grenze neu und markierten sie durch Malzeichen an Bäumen. Dabei folgten sie vom Wildhöfer bis zum Burgkopf der heutigen Kreisgrenze, hielten sich dann aber im weiteren Verlauf bis zum Dreiherrnstein teilweise 500 bis 900 m weiter östlich davon. Ein Wittgensteiner Rezess von 1569 beharrte auf der Grenze von 1484, wovon sich der Bilsteiner Drost Kaspar von Fürstenberg aber nicht beeindrucken ließ und trotzdem 1572 in der Meinscheid auf Jagd ging. Vergleichsversuche von 1581 blieben ergebnislos, und es kam zu gegenseitigen Übergriffen durch Zerstörung der Wildhecken, Fällen von Bäumen, Pfänden von Vieh usw. Der Kölner Kurfürst reichte 1592 Klage beim Reichskammergericht in Speyer ein um rechtliche Anerkennung für das strittige Gebiet zu bekommen, ein Prozess, der sich über Jahrzehnte hinzog, ohne dass es zu einem Urteil kam. Erst 1694 einigte man sich schließlich endgültig über den Grenzverlauf.
Das von den umliegenden Ortschaften abgelegene Gebiet der Rüspe war besonders wegen seines Wildreichtums begehrt. In der Karte der Oberhundemer Jagd von 1743 sind zwei Jagdhäuser eingetragen, und zwar das an der „Borgseite“, das auch „Lammersburg“ genannt wurde, und das 1743 neu gebaute an der Grenze zum Heinsberger Jagdbezirk. Trotz der Abgeschiedenheit war das Gebiet der Rüspe verkehrsmäßig von Bedeutung, denn es lag an der „via Francofurtensis“ einer historischen Fernverbindung aus dem Herzogtum Westfalen nach Hessen.
Das 1911 erbaute Jagdhaus von Dr. Lebrecht Steinmüller aus Gummersbach wurde nach dem Zweiten Weltkrieg durch die „Carl Eberhard Steinmüller-Stiftung“ in ein Werkserholungsheim der Firma L. & C. Steinmüller, Gummersbach, und in den 1960er Jahren in das Studienhaus Rüspe mit anthroposophischer Ausrichtung umgewandelt. Letzteres bestand bis 2013.

### Religionen
Von den 28 Einwohnern von Rüspe sind 13 römisch-katholisch, 13 evangelisch und zu zweien liegen Angaben zur Religionszugehörigkeit nicht vor.

### Eingemeindungen und Einwohnerentwicklung
Von 1843/44 gehörte Rüspe zur politischen Gemeinde Oberhundem in Amt Kirchhundem. Mit der kommunalen Neugliederung kam es am 1. Juli 1969 zur heutigen Gemeinde Kirchhundem.
Am 1. Juli 1969 lebten in Rüspe 66 Einwohner; seitdem geht die Einwohnerzahl stetig zurück: 54 (1974), 43 (1978), 34 (1985), 33 (1990) und 28 (2014).

## Bauwerke
Die katholische Kapelle St. Hubertus wurde 1956 erbaut und am 3. November 1956 durch den Paderborner Erzbischof Lorenz Jaeger benediziert. Hier finden jährlich Hubertusmessen statt.

## Infrastruktur

### Verkehr
Rüspe liegt an der Landesstraße 553, die von Kirchhundem aus in Richtung Hatzfeld (Eder) führt. Südlich des Weilers führte die von 1914 bis 1945 betriebene Eisenbahnstrecke von Altenhundem nach Birkelbach. Nach der teilweisen Zerstörung von Brücken im Zweiten Weltkrieg wurde sie nicht wieder durchgängig befahrbar gemacht. Bis zur Ladestelle Röspe fand aber noch bis 1959 Personen- und bis 1964 Gütertransport statt. Eine historische Straßenführung war die „via Francofurtensis“, die das Herzogtum Westfalen mit Hessen verband. Sie wurde erst vor kurzer Zeit in einer historischen Jagdkarte wiederentdeckt.

### Bildung
Die Kinder aus Rüspe besuchen seit der Schließung der Grundschule in Oberhundem im Jahr 2013 die katholische Grundschule St. Katharina in Heinsberg. Weiterführende Schulen gibt es in Kirchhundem und Lennestadt. Eine nahe gelegene Universität befindet sich in Siegen.